# Famiglia di lanciatori UR
UR, ovvero Universal'naja Raketa (razzo universale in lingua italiana. Cirillico: универсальная ракета), è una sigla che identifica una vera e propria famiglia di lanciatori sviluppati dall'OKB-52 di Vladimir Nikolaevič Čelomej. Tali sistemi sarebbero stati utilizzabili per scopi sia militari, sia per lanci spaziali, ma avrebbero condiviso la stessa tecnologia di base. Anche se parte dei progetti rimasero sulla carta, alcuni furono comunque realizzati. Un esempio in questo senso è il Proton, utilizzato ancora oggi.

## Storia
L'OKB-52 venne ufficialmente istituito nel 1953, con lo scopo di elaborare progetti relativi a sistemi missilistici. Čelomej, estremamente ambizioso ed in competizione con Sergej Pavlovič Korolëv, riuscì a convincere il Segretario Generale Nikita Sergeevič Chruščёv (il cui figlio era stato assunto come progettista nell'OKB-52) di essere in grado di realizzare sistemi missilistici “più veloci, più economici e migliori” degli altri progettisti (in particolare Korolëv e Michail Kuz'mič Jangel').
In seguito ad una serie di accorpamenti, grazie ai quali l'OKB-52 acquisì un alto livello di competenze tecniche, Čelomej elaborò alcuni programmi piuttosto ambiziosi. Tra questi, vi era il Razzo Universale (UR). In pratica, si trattava di elaborare dei lanciatori utilizzabili sia come missili militari, sia come vettori spaziali. Tali lanciatori avrebbero condiviso la medesima tecnologia. I progetti previsti comprendevano ICBM leggeri e pesanti, missili antimissile, lanciatori spaziali di tutte le dimensioni (inclusi sistemi in grado di raggiungere la Luna e Marte).
Tuttavia, nel 1964, in seguito all'estromissione di Chruščёv, gran parte dei progetti di Čelomej venne cancellata. Alcuni dei suoi sistemi, comunque, entrarono effettivamente in servizio (come gli UR-100 e gli UR-500, oltre a tutta una serie di programmi satellitari).

## I progetti
I progetti relativi al Razzo Universale vennero tutti identificati con la sigla UR. Nello specifico, si tratta degli UR-100, UR-200, UR-500, UR-700 ed UR-900. Le numerazioni 300, 400 e 600 non risulta siano state utilizzate.

### UR-100

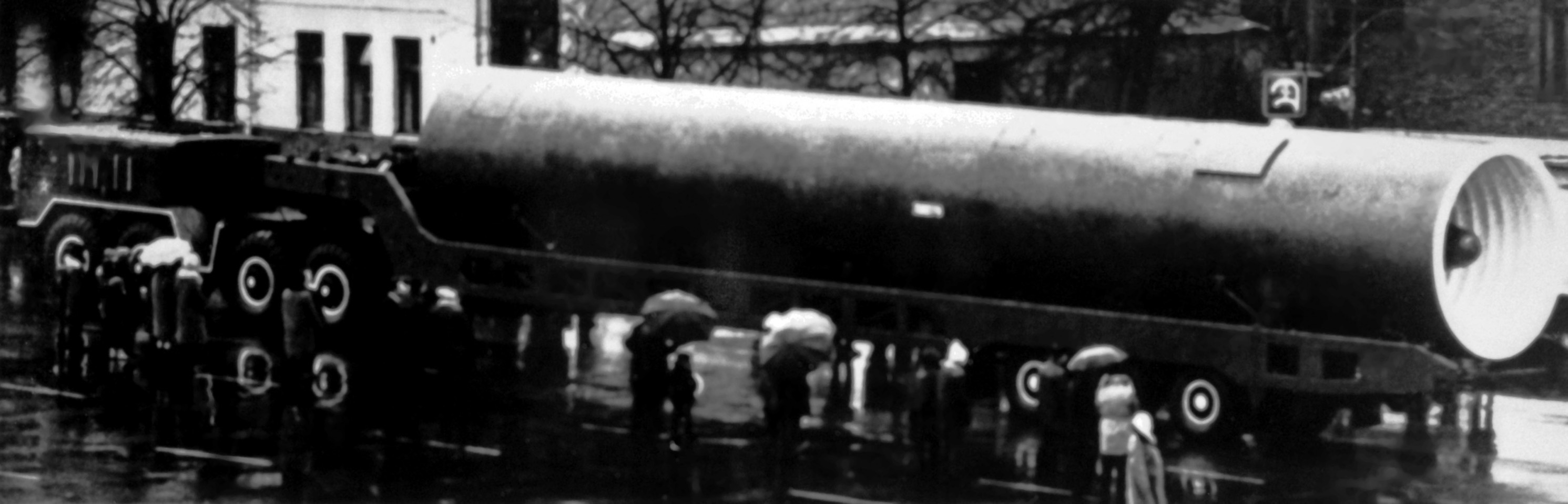
Un UR-100/SS-11 Sego durante una parata.

Il sistema missilistico UR-100 fu la risposta allo statunitense Minuteman. Si trattò del primo missile sovietico ad avere un tempo di reazione inferiore ai tre minuti, ed anche il più numeroso mai schierato nella storia. Ricevette il nome in codice NATO di SS-11 Sego. Dal punto di vista tecnico, era caratterizzato da una lunghezza di oltre 16 metri e da un diametro di 1,6. L'arma era contenuta in un cilindro lungo 20 metri e largo 2: in questo alloggiamento, l'SS-11 rimaneva per tutta la sua carriera operativa, dall'uscita di fabbrica al lancio. Questa soluzione consentiva di mantenere i serbatoi sempre pieni, riducendo quindi i tempi di preparazione.
Complessivamente, vennero previste tre configurazioni, che si differivano essenzialmente per il peso della testata o della strumentazione imbarcata):
- ICBM: gittata di 11.000 km con testata nucleare da 770 kg;
- MRBM: gittata di 4.000 km con testata da 1.750 kg;
- Missile anti-balistico: si trattava del Taran, che avrebbe dovuto imbarcare una testata da 10 megatoni. Questo sistema però rimase sulla carta.

L'OKB-52 progettò anche una versione per impiego imbarcato da sottomarino, ma non fu mai realizzata.
L'SS-11/UR-100, nelle sue varie versioni (UR-100, UR-100M, UR-100K, UR-100U) equipaggiò dodici divisioni delle Forze Missilistiche Strategiche, rimanendo in servizio fino agli anni novanta.

### UR-200
L’UR-200 venne progettato a partire dal 1960, ed il 16 marzo 1961 ne fu approvato lo sviluppo. Fu uno dei tre missili ideati in risposta al requisito GR-2 (si trattava di quello medio. Gli altri due erano l'UR-500 pesante e l'UR-700 lunare). Secondo le intenzioni di Čelomej, questo sistema avrebbe dovuto essere in grado di:
- trasportare una testata nucleare a distanze intercontinentali;
- mettere in orbita un satellite (nello specifico, il riferimento è ai modelli a cui stava lavorando Čelomej, ovvero gli ASAT IS-A ed i RORSAT a propulsione nucleare);
- trasportare un veicolo di rientro (con testata nucleare) chiamato AB-200, che avrebbe dovuto essere in grado di penetrare le difese nemiche grazie ad una serie di manovre evasive. Quest'ultimo costituiva in pratica la risposta al requisito per un sistema d'arma FOBS.

Complessivamente, furono effettuati nove lanci fino all'ottobre 1964, quando il programma venne cancellato. In Occidente ricevette il nome in codice NATO di "SS-10 Scrag", anche se in realtà questo fu il frutto di una serie di errori

### UR-500

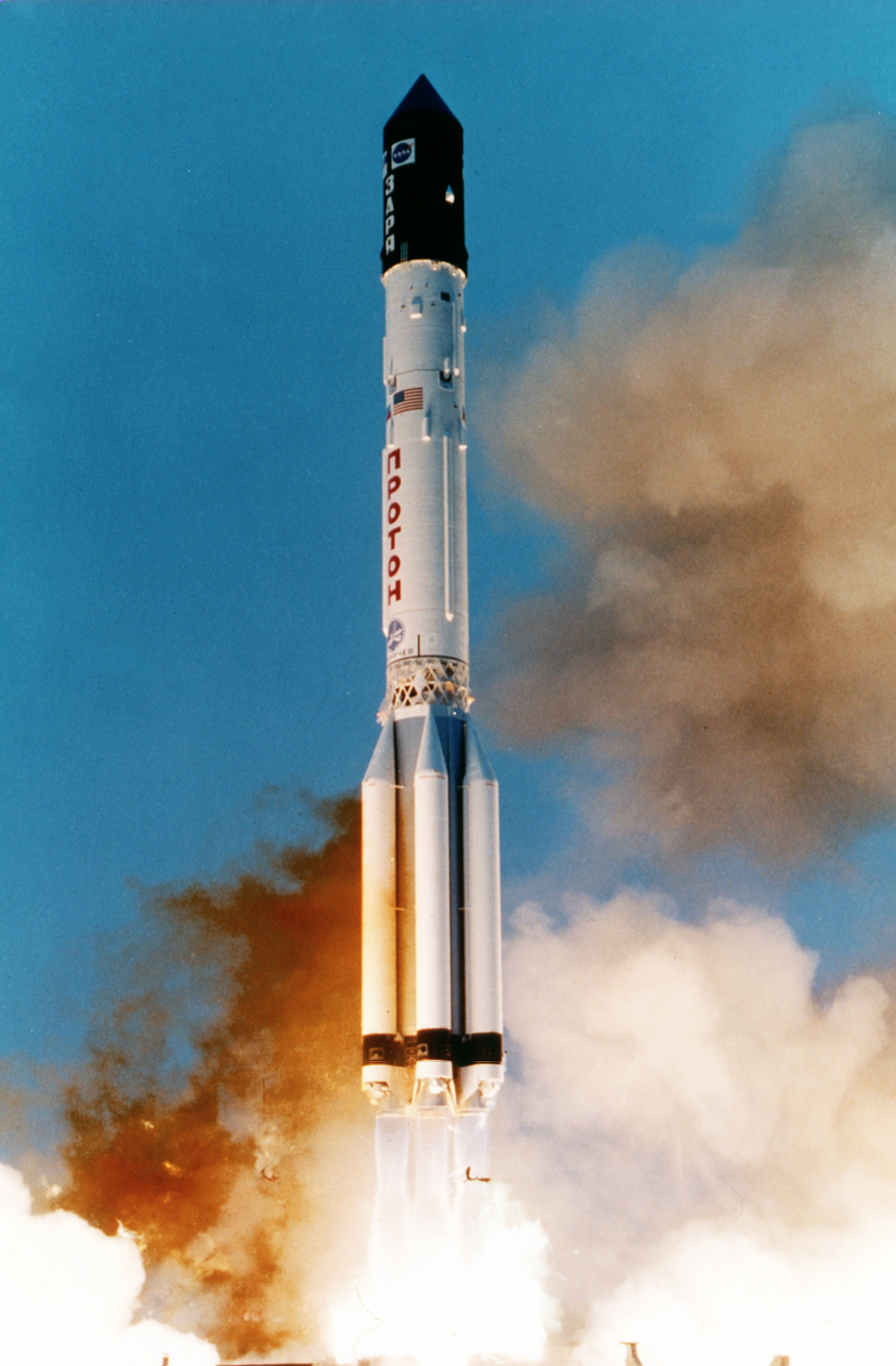
Un Proton in partenza

### UR-700
L’UR-700 fu la risposta “lunare” al requisito GR-2. I lavori di progettazione iniziarono nel gennaio 1962. Dal punto di vista tecnico, si sarebbe dovuto trattare di un lanciatore alto 76 metri e dal diametro di 17,6, con un peso alla partenza di 4.823 tonnellate ed un payload di 151.000 (in low earth orbit) o 50.000 (Luna) chilogrammi. Il lanciatore avrebbe dovuto avere quattro stadi, di cui i primi due spinti rispettivamente da 6 e 3 RD-270, il terzo da 3 RD-254 e l'ultimo da 3 11D423. Ne furono comunque studiate anche altre varianti con differenti motorizzazioni (di cui una anche con motori a propulsione nucleare RO-31). Inizialmente, il lanciatore di Čelomej venne scartato in favore dell'N1 di Korolëv, ma in seguito al fallimento di quest'ultimo, fu riesumato nel 1967. Tuttavia, nel 1972 l'intero programma venne cancellato per mancanza di fondi.
L'UR-700 costituì la base per l’UR-700M, progettato per la spedizione su Marte a partire dal 1969. L'OKB-52 iniziò a lavorarci dopo la rinuncia all'UR-900. Si sarebbe dovuto trattare di un lanciatore a tre stadi, del peso di 16.000 tonnellate e capace di trasportare in LEO un payload di 750 tonnellate. I primi due stadi avrebbero dovuto essere spinti da motori RLA-600 (rispettivamente 32 e 16), mentre il terzo da 6 NK-15VM. Anche questo progetto venne cancellato nel 1972, dopo che una commissione di esperti lo giudicò al di là delle possibilità sovietiche.

### UR-900
L’UR-900 venne progettato in risposta al requisito per un sistema di trasporto adatto alla spedizione su Marte. I lavori iniziarono nel 1969. Si sarebbe dovuto trattare di un sistema a quattro stadi, di cui i primi due ampiamente ripresi dall'UR-700 (la differenza era che il numero di RD-270 era di quindici, contro i nove dell'UR-700), e gli altri derivati dall'UR-500. Il lanciatore sarebbe stato alto 90 metri e pesante 8.000 tonnellate, con un payload previsto di 240 tonnellate in low earth orbit.
Čelomej rispose alle obiezioni riguardanti la sicurezza (in particolare, il problema era cosa sarebbe successo se il vettore fosse esploso alla partenza, considerando che i motori utilizzati funzionavano con propellenti altamente tossici) affermando che i motori di Valentin Petrovič Gluško erano sicuri. Tuttavia, in seguito all'esplosione alla partenza di un UR-500 Proton, il 2 aprile 1969, Čelomej fu costretto a rinunciare al suo progetto ed a realizzare una versione dell'UR-700 che non utilizzasse propellenti tossici. L'UR-900 rimase così sulla carta.